# تاد هاوارد
تاد اندرو هاوارد (به انگلیسی: Todd Andrew Howard) یک طراح، تهیه‌کننده و کارگردان خلاق بازی‌های رایانه‌ای اهل آمریکا است. وی در حال حاضر در شرکت بازی‌سازی بتزدا گیم استودیوز به عنوان تهیه‌کننده و کارگردان مشغول به کار است. هاوارد سرپرستی روند ساخت سری بازی‌های بزرگی همچون الدر اسکورولز و فال‌اوت را در کارنامه دارد. هاوارد به انتخاب رسانه اینترنتی آی‌جی‌ان یکی از ۱۰۰ بازی‌ساز برتر تاریخ محسوب می‌شود.

## زندگی شخصی
تاد هاوارد در سال ۱۹۷۰ و در شهرستان له‌های، ایالت پنسیلوانیا متولد شد. برادر بزرگ‌تر او، جف، مدیر امور خلاقانه در دیزنی شد و بر تولید بامبی ۲ نظارت داشت، اما تاد در سنین جوانی به کامپیوتر و به‌ویژه بازی‌های ویدیویی علاقه‌مند شد. او دو بازی نقش آفرینی Ultima III: Exodus و Wizardry را الهام بخش کارهایش در آینده می‌داند. هنگامی که به دانشگاه می‌رفت یک نسخه از بازی‌های ساخته شده توسط بتزدا را دریافت کرد و از آنجایی که برای رسیدن به دانشگاه به صورت اتفاقی از دفاتر بتزدا رد می‌شد، درخواست کار کرد، اگرچه به دلیل ناتمام ماندن دانشگاه به او کاری داده نشد.
بعد از فارغ‌التحصیلی او دوباره به دنبال کار در دفاتر بتزدا رفت اما در آن زمان بتزدا نیاز به کارمند جدیدی نداشت، در نتیجه تاد هاوارد شروع به فعالیت در شرکت کوچک‌تری کرد. همین موضوع باعث شد تا با یک سابقه کاری خوب بتواند وارد بتزدا شود.

## حرفه
بتزدا ابتدا او را به عنوان تهیه‌کننده استخدام کرد و اولین پروژه بازی‌سازی او مربوط به بازی ترمیناتور: فیوچر شاک (۱۹۹۵) است. به دنبال آن او بر روی بازی‌های اسکای‌نت و الدر اسکورولز ۲: دگرفال به عنوان طراح فعالیت کرد که هر دو بازی در سال ۱۹۹۶ منتشر شدند. برای اولین بار او سمت مدیریت پروژه ماجراهای الدر اسکورولز: ردگارد را بر عهده گرفت که این بازی هم در سال ۱۹۹۸ منتشر شد.
در سال ۲۰۰۰، او به سِمت مدیر پروژه و طراح الدر اسکورولز ۳: موروویند و بسته‌های الحاقی آن منصوب شد. نسخه سوم این بازی در سال ۲۰۰۲ منتشر شد که موفقیت چشم گیری برای شرکت بتزدا و تاد هاوارد داشت. همچنین چند جایزه مختلف هم برنده شد. بعد از گذشت چند سال، او وظیفه ساخت بازی  الدر اسکورولز ۴: آبلیویئن را بر عهده گرفت و سپس به عنوان کارگردان و تهیه کننده اجرایی روی بازی فال‌اوت ۳ فعالیت کرد که در سال ۲۰۰۸ منتشر شد.
هاوارد بعد از چند سال به سری الدر اسکلرولز بازگشت تا بر روی پنجمین قسمت و بازی مورد تقدیر قرار گرفتهٔ الدر اسکورولز ۵: اسکایریم کار کند. این نسخه در سال ۲۰۱۱ منتشر شد و ۴ سال بعد از آن فال‌اوت ۴ منتشر شد که گیمپلی و گرافیک آن بسیار بهتر از نسخه‌های قبل شده بود. در سال ۲۰۱۸ او تهیه کننده اجرایی بازی فال‌اوت ۷۶ بود که در زمان انتشار مشکلات بسیاری داشت اما با آپدیت‌های ماهانه بسیار بهتر از قبل شده‌است. او همچنین کارگردان بازی استارفیلد (۲۰۲۳) است که جدید‌ترین بازی نقش‌آفرینی اکشن ساخته شده توسط بتزدا، بعد از ۲۵ سال می‌باشد.

## فعالیت
| سال            | عنوان                                  | وظیفه‌(ها)                   |
| -------------- | -------------------------------------- | --------------------------- |
| ۱۹۹۵           | ترمیناتور: فیوچر شاک                   | تولید، طراح جانبی           |
| ۱۹۹۶           | اسکای‌نت                                | تولید، طراحی                |
| ۱۹۹۶           | الدر اسکورولز ۲: دگرفال                | طراح جانبی                  |
| ۱۹۹۸           | ماجراهای الدر اسکورولز: ردگارد         | مدیر پروژه، طراح، نویسنده   |
| ۲۰۰۲           | الدر اسکورولز ۳: موروویند              | مدیر پروژه، ایده پرداز اصلی |
| ۲۰۰۳           | الدر اسکورولز ۳: بلادمون               | تهیه کننده اجرایی           |
| ۲۰۰۴           | الدر اسکرولز ترولز: شدوکی              | تهیه کننده اجرایی           |
| ۲۰۰۶           | الدر اسکورولز ۴: آبلیویئن              | تهیه کننده اجرایی           |
| ۲۰۰۷           | الدر اسکورولز ۴: جزایر لرزان           | تهیه کننده اجرایی           |
| ۲۰۰۸           | فال‌اوت ۳                               | کارگردان                    |
| ۲۰۱۱           | الدر اسکورولز ۵: اسکایریم              | کارگردان                    |
| ۲۰۱۲           | الدر اسکورولز ۵: اسکایریم - دان‌گارد    | کارگردان                    |
| ۲۰۱۲           | الدر اسکورولز ۵: اسکایریم - هارت‌فایر   | کارگردان                    |
| ۲۰۱۲           | الدر اسکورولز ۵: اسکایریم - دراگون‌بورن | کارگردان                    |
| ۲۰۱۵           | فال‌اوت شلتر                            | تهیه کننده اجرایی           |
| ۲۰۱۵           | فال‌اوت ۴                               | کارگردان                    |
| ۲۰۱۸           | فال‌اوت ۷۶                              | تهیه کننده اجرایی           |
| ۲۰۲۳           | استارفیلد                              | کارگردان                    |
| اعلام خواهد شد | الدر اسکورولز ۶                        | کارگردان                    |
| -              | پروژه‌ای بدون نام از ایندیانا جونز      | تهیه کننده اجرایی           |